# SOS Satele Copiilor

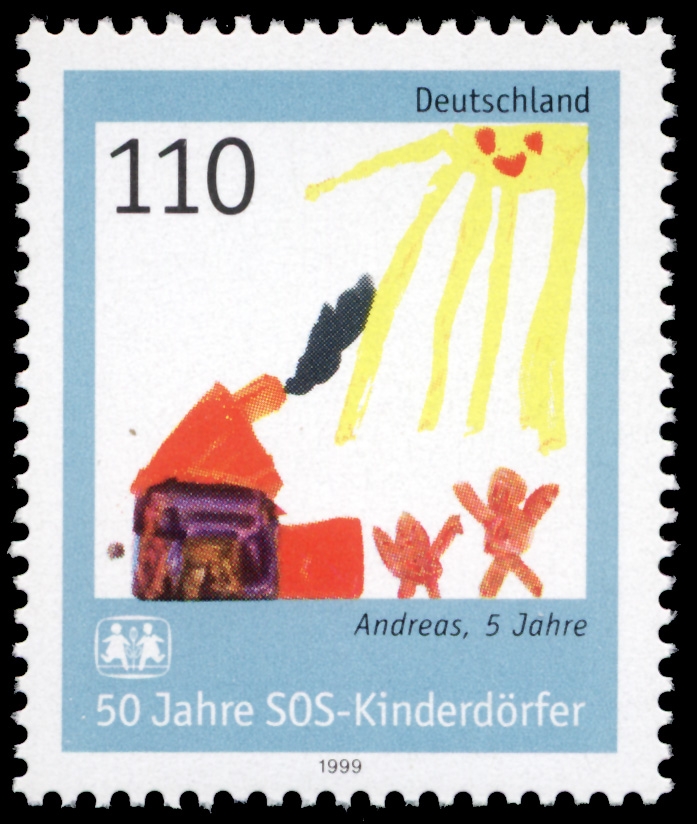
Timbru din anul 1999, Republica Federală Germania

SOS Satele Copiilor este o organizație non-guvernamentală activă în 135 de țări. Forma juridică a Satului SOS pentru copii este diferită de la țară la țară, și, adesea, o asociație sau o fundație. Organizația a fost înființată în anul 1949 de către Hermann Gmeiner care a creat la Imst, în Austria, primul sat SOS. 
SOS Satele Copiiilor România este o filială SOS Children’s Villages International a implicată în protecția copiilor români aflați în dificultate. Organizația derulează mai multe tipuri de acțiuni în sprijinul copiilor în dificultate. Este totuși cunoscută pentru modul în care se îngrijește de minorii aflați în vizită, prin crearea unor mici comunități pe specificul unui sat, cu unități de locuire de tip familial, în care minorii locuiesc cvasi-permanent cu o persoană cu care au o relație îndelungată, persoană numită mamă SOS. SOS Satele Copiilor România a fost înființată la 26 noiembrie 1990. În România există trei astfel de sate SOS: la Cisnădie, la București și la Hemeiuș.

## Misiunea SOS Satele Copiilor
Niciun copil nu ar trebui să crească singur, fără dragostea și protecția unei familii. În România, în continuare, mii de copii sunt singuri pentru că au fost abandonați sau și-au pierdut unul sau ambii părinți. Sunt însă și copii care nu mai pot rămâne alături de familiile lor din cauza sărăciei, violenței domestice sau abuzurilor. SOS Satele Copiilor oferă acestor copii o familie în care să crească cu iubire și respect, să se dezvolte și să devină tineri încrezători și independenți. Orice copil este fericit alături de părinti, de aceea o altă parte a activității depuse de organizație este dedicată susținerii familiilor vulnerabile, pentru prevenirea abandonul copilului.

## Îngrijire alternativă de tip familial
SOS Satele Copiilor oferă îngrijire alternativă de calitate pentru copiii care nu mai pot sta în grija familiilor biologice, prin serviciile cu componență de creștere și îngrijire de tip familial și a comunităților de tineri. În Satele SOS, copiii cresc alături de mame SOS și de frații naturali sau sociali și, împreună, devin o familie. O familie în care fiecare membru este ascultat, iubit și respectat, unde fiecare copil capătă încredere în el și în potențialul său. Aici, în Satele SOS, copii sunt îngrijiți până la vârsta adolescenței. Ulterior, se mută în Comunitățile pentru Tineri ale organizației, unde se bucură de susținere pe toată durata studiilor, până se pot întreține singuri. Aici învață să devină independenți, primesc sprijin adaptat nevoilor fiecăruia și sunt ghidați să obțină primul job.

## Programe de întărire a familiei
SOS Satele Copiilor face eforturi susținute pentru a sprijini familiile să rămână unite, astfel încât copiii să crească lângă cei care le-au dat viață. În cele trei Centre de Consiliere și Sprijin pentru Copii și Părinti, din București, Sibiu și Bacău, se lucrează unu la unu cu familii aflate în situații dificile, cu scopul de a-i ajuta și responsabiliza pe părinți față de creșterea și îngrijirea copiilor.

## Activitățile în comunitățile dezavantajate
Organizația SOS Satele Copiilor oferă sprijin pentru menținerea copiilor în școală, prin asigurarea de îmbrăcăminte, încălțăminte, rechizite școlare, alimente și consiliere. Derulează programe de alfabetizare, recuperare școlară și educație pentru sănătate, cât și de susținere psihologică și dezvoltare a abilităților de viață.
Printre acțiunile pe care le desfășoară pentru părinți se numără activități de educație parentală, sprijin pentru obținerea actelor de identitate, a unui loc de muncă, cât și sprijin în vederea îmbunătățirii condițiilor de viață și accesului la servicii de sănătate. Nu în ultimul rând, se oferă suport pentru situații de urgență.

## Istorie
Istoria SOS Children’s Villages International a început în 1949, într-un mic oraș din Tirolul Austriac. Aici, în Imst, un medic austriac pe nume Hermann Gmeiner, a început construcția primului adăpost pentru copiii ai căror părinți au murit în timpul celui de-al doilea Război Mondial. 
Astfel, cu echivalentul a doar 40 de dolari în buzunar, Gmeiner a pus bazele proiectului său social, din dorința de a replica modelul clasic de familie, pentru a ajuta orfanii și copiii rămași fără casă. În prezent organizația non-guvernamentală SOS Children’s Villages International este activă în 135 țări, a obținut recunoaștere la nivel mondial iar fondatorul său a fost nominalizat în repetate rânduri la Premiul Nobel pentru Pace.